# Kenbet
Les Kenbet, dans l'Égypte antique, désignaient les cours de justice. 
À l'époque du Nouvel Empire, les Kenbet locales regroupaient des anciens chargés de statuer sur les affaires mineures. 
Dans les cas très importants siégeait la Grande Kenbet, présidée par le vizir, voire par le pharaon (par exemple pour un pillage de tombe royale).

## Kenbet locales
Ces Kenbet locales ne sont pas des tribunaux permanents, mais réunissent les notables les plus importants de la communauté en fonction des affaires à traiter. Ce peuvent être des chefs de village ou de district, différents fonctionnaires, et des scribes, indispensables pour prendre les notes nécessaires. 
Ces affaires comprennent des litiges mineurs, des transactions ou des testaments à enregistrer, des ruptures de contrats (prêts d'objets ou d'argent, location d'animaux, par exemple), litige sur le bornage d'un champ, etc. 
Outre ces affaires civiles ou commerciales, le Kenbet est appelé à statuer sur des affaires pénales, en général des larcins de peu d'importance. 
Florence Maruéjol précise le fonctionnement de ces Kenbet : « une fois saisie de la plainte, sous forme écrite ou orale, la cour se réunit, parfois à la porte d'un grand temple, écoute les deux parties après qu'elles ont prêté serment de dire la vérité, convoque les témoins, et diligente toute enquête qui lui semble nécessaire. Tous les quatre mois, la Kenbet adresse un rapport d'activité au vizir. »